# Argjend Malaj
Argjend Malaj (Vučitrn, 16 ottobre 1993) è un calciatore kosovaro con cittadinanza albanese, centrocampista dell'FC Trollhättan.

## Carriera
Il 31 gennaio 2018 viene acquistato a titolo definitivo dalla squadra albanese del Kamza.

## Statistiche

### Presenze e reti nei club
Statistiche aggiornate al 18 maggio 2021.
| Stagione          | Squadra           | Campionato        | Campionato | Campionato | Coppe nazionali | Coppe nazionali | Coppe nazionali | Coppe continentali | Coppe continentali | Coppe continentali | Altre coppe | Altre coppe | Altre coppe | Totale | Totale |
| Stagione          | Squadra           | Comp              | Pres       | Reti       | Comp            | Pres            | Reti            | Comp               | Pres               | Reti               | Comp        | Pres        | Reti        | Pres   | Reti   |
| ----------------- | ----------------- | ----------------- | ---------- | ---------- | --------------- | --------------- | --------------- | ------------------ | ------------------ | ------------------ | ----------- | ----------- | ----------- | ------ | ------ |
| 2014-2015         | Tirana            | KS                | 25         | 0          | CA              | 6               | 0               | -                  | -                  | -                  | -           | -           | -           | 31     | 0      |
| 2015-2016         | Tirana            | KS                | 30         | 0          | CA              | 4               | 1               | -                  | -                  | -                  | -           | -           | -           | 34     | 1      |
| Totale Tirana     | Totale Tirana     | Totale Tirana     | 55         | 0          |                 | 10              | 1               |                    | -                  | -                  |             | -           | -           | 65     | 1      |
| 2016-2017         | Skënderbeu        | KS                | 9          | 0          | CA              | 4               | 1               | -                  | -                  | -                  | SA          | 0           | 0           | 13     | 1      |
| 2017-gen. 2018    | Skënderbeu        | KS                | 0          | 0          | CA              | 0               | 0               | UEL                | -                  | -                  | -           | -           | -           | 0      | 0      |
| Totale Skënderbeu | Totale Skënderbeu | Totale Skënderbeu | 9          | 0          |                 | 4               | 1               |                    | -                  | -                  |             | 0           | 0           | 13     | 1      |
| gen.-giu. 2018    | Kamza             | KS                | 13         | 0          | CA              | 0               | 0               | -                  | -                  | -                  | -           | -           | -           | 13     | 0      |
| 2018-2019         | Kamza             | KS                | 20         | 0          | CA              | 3               | 0               | -                  | -                  | -                  | -           | -           | -           | 23     | 0      |
| Totale Kamza      | Totale Kamza      | Totale Kamza      | 33         | 0          |                 | 3               | 0               |                    | -                  | -                  |             | -           | -           | 36     | 0      |
| 2019-2020         | Feronikeli        | SL                | 1          | 0          | CK              | 0               | 0               | UCL+UEL            | 4+1                | 0                  | -           | -           | -           | 6      | 0      |
| 2020-2021         | Feronikeli        | SL                | 32         | 2          | CK              | 2               | 1               | -                  | -                  | -                  | -           | -           | -           | 34     | 3      |
| Totale Feronikeli | Totale Feronikeli | Totale Feronikeli | 33         | 2          |                 | 2               | 1               |                    | 5                  | 0                  |             | -           | -           | 40     | 3      |
| Totale carriera   | Totale carriera   | Totale carriera   | 130        | 2          |                 | 19              | 3               |                    | 5                  | 0                  |             | 0           | 0           | 154    | 5      |